# Wiktor Bohatyr
Wiktor Mykołajowycz Bohatyr (ukr. Віктор Миколайович Богатир, ros. Виктор Николаевич Богатырь, Wiktor Nikołajewicz Bogatyr; ur. 11 maja 1969 w Aleksandrii) – ukraiński piłkarz występujący na pozycji pomocnika lub napastnika, trener piłkarski.

## Kariera klubowa
Wychowanek DJuSSz Ołeksandrija. W 1987 rozpoczął karierę piłkarską w klubie Dniapro Mohylew. Potem odbywał służbę wojskową w zespole SKIF Mińsk oraz rezerwach Dynama Mińsk. Po zakończeniu służby wojskowej powrócił do Dniapra Mohylew.
Na początku 1992 roku przeszedł do Polihraftechnika Ołeksandrija. Latem 1993 został piłkarzem Czornomorca Odessa. Po roku powrócił do Ołeksandriji. Potem występował w klubach Krywbas Krzywy Róg, Worskła Połtawa, Kremiń Krzemieńczuk oraz Zirka Kirowohrad. W międzyczasie grał w amatorskim zespole Syhnał Odessa.
W 2001 również bronił barw białoruskiej Tarpiedy-Kadziny Mohylew. Na początku 2002 przeniósł się do klubu Nywa Tarnopol. Zakończył karierę piłkarską w drużynie Palmira Odessa, gdzie pełnił również funkcje trenerskie.

## Kariera trenerska
Jeszcze występując w Palmirze Odessa od października 2003 roku wykonywał funkcję grającego trenera. Od lata do września 2005 roku trenował Hirnyk Krzywy Róg. W sezonie 2006/07 objął stanowisko głównego trenera FK Ołeksandrija. Od sierpnia 2010 roku pracował jako szkoleniowiec w mołdawskim pierwszoligowym klubie Nistru Otaci. W lutym 2011 roku dołączył do sztabu szkoleniowego klubu Găgăuzia Comrat.
W 2011 roku był asystentem trenera w Sfîntul Gheorghe Suruceni. W 2015 roku został mianowany na stanowisko głównego trenera debiutanta II ligi Inhułeć Petrowe, ale po zakończeniu rundy jesiennej 1 listopada 2015 podał się do dymisji. 1 grudnia 2015 stał na czele Weresu Równe. 10 kwietnia 2016 podał się do dymisji. 22 czerwca 2016 objął prowadzenie klubu Myr Hornostajiwka, z którym pracował do 28 sierpnia 2017. 30 listopada 2017 stał na czele Wołyni Łuck, gdzie pracował do 31 maja 2018.